# 包文发
包文发（1939年10月—），男，辽宁阜新人，中华人民共和国政治人物，曾任内蒙古自治区人民政府副主席，内蒙古自治区人大常委会副主任，第八届全国人大代表。